# Somme (affluent de la Loire)
Pour les articles homonymes, voir Somme.
La Somme est une rivière française des départements Allier, Nièvre et Saône-et-Loire des régions Auvergne-Rhône-Alpes et Bourgogne-Franche-Comté et un affluent de la Loire.

## Géographie
D'une longueur de 46,1 kilomètres, la Somme prend sa source sur la commune d'Issy-l'Évêque à l'altitude 390 mètres, au nord du lieu-dit le Pertuis Denis mais selon le Sandre. Car pour l'Institut national de l'information géographique et forestière et Géoportail, elle prend source, toujours dans la même commune, dans le creux des Vaux, près du hameau de Montgillard, à l'altitude 410 mètres.46° 42′ 43″ N, 4° 01′ 21″ E
Après une remontée vers le nord, elle coule globalement du nord-est vers le sud-ouest.
Elle conflue sur la commune de Saint-Martin-des-Lais, à l'altitude 204 mètres, au sud-est de cette commune.

### Communes et cantons traversés
Dans les trois départements de l'Allier, de la Nièvre et de Saône-et-Loire, la Somme traverse les neuf communes suivantes, dans quatre cantons, dans le sens amont vers aval, de Issy-l'Évêque (source), Tazilly, Marly-sous-Issy, Cressy-sur-Somme, Maltat, Bourbon-Lancy, Lesme, puis dans l'Allier, Garnat-sur-Engièvre, Saint-Martin-des-Lais (confluence).
Soit en termes de cantons, la Somme prend source dans le canton de Gueugnon, traverse les canton de Luzy, canton de Digoin, canton de Bourbon-Lancy en Bourgogne et conflue dans le canton de Dompierre-sur-Besbre en Auvergne, le tout dans les arrondissements d'Autun, de Château-Chinon, de Charolles, et de Mulins.

### Bassin versant
La Somme traverse quatre zones hydrographiques K160, K161, K162 et K163 pour une superficie totale de 14 323 km2.

## Affluents
La Somme a huit affluents référencés dont :
- le ruisseau de Barnaud (rd[note 1]) 3,4 km, sur les deux communes de Marly-sous-Issy et Tazilly.
- le ruisseau la Valence (rg) 15,7 km, sur cinq communes et avec cinq affluents et de rang de Strahler trois.

### Rang de Strahler
Donc son rang de Strahler est de quatre.